# Proporció entre les masses del protó i l'electró
En física, la proporció entre les masses del protó i l'electró, μ o β, és simplement la massa en repòs del protó dividida per la de l'electró. Com que és una proporció de quantitats físiques de les mateixes dimensions, és una quantitat adimensional funció de les constants físiques adimensionals i, per tant, té un valor numèric independent del sistema d'unitats utilitzat:
μ = mp/me = 1.836,15267245(75)
El nombre entre parèntesis és la incertesa de mesura dels darrers dos dígits. El valor de μ és conegut fins aproximadament les 0,4 parts de miliard.